# Львов, Владимир Александрович
Владимир Александрович Львов (Иоганн Францевич Гофман; 1861, Богемия, Австрийская империя — не ранее 1920) — протоиерей Православной Российской Церкви, настоятель Николаевского собора в Новороссийске (1902—1919).

## Биография
Родился в семье переселившегося в Россию чешского телеграфиста, крещён в православие с именем Владимир (1869).
Окончил Ставропольское духовное училище и Кавказскую духовную семинарию (1883).
Псаломщик в храме святых бессребреников Космы и Дамиана села Благодарное Новогригорьевского уезда Ставропольской губернии (1883).
Иерей, помощник настоятеля собора святого Николая Чудотворца в Новороссийске, законоучитель в городском одноклассном училище (1883).
Священник в Свято-Троицком Скорбященском храме Новороссийска, законоучитель в женской прогимназии, член Новороссийского отделения Кубанского областного попечительного о тюрьмах комитета (1893). Владелец дома на улице Цемесская.
С 1898 года священник и с 1902 года настоятель Николаевского собора в Новороссийске, председатель и с 1916 года почётный член Новороссийского отделения Сухумского епархиального училищного совета, член Черноморского губернского попечительного о тюрьмах комитета, законоучитель в мужской классической (1898–1902) и Александринской женской (1898–1917) гимназиях.
Протоиерей, благочинный храмов 1-го округа Черноморской губ. (1906).
Награждён орденом святой Анны III и II (1910) степени.
В 1915 году ввиду антинемецких настроений сменил фамилию Гофман на фамилию Львов.
Гласный Новороссийской городской думы (1915), казначей Черноморского общества содействия воспитанию и защиты детей (1916).
В 1917 году член Поместного собора Православной российской церкви по избранию как клирик от Сухумской епархии, участвовал в 1-й сессии, член V, XV, XVIII отделов.
В 1919 году член Союза русских национальных общин, член III отдела и 1-й комиссии Юго-Восточного Русского Церковного Собора.
В июне 1919 года запрещён в служении епископом Сухумским Сергием (Петровым). С декабря старший священник Михаило-Архангельского собора в Сочи.

## Сочинения
- Слово при отпевании прот. Иоанна Наумовича // Церковные ведомости. Приб. 1891. № 34.
- Еще по поводу смерти о. Парадиева // Ставропольские епархиальные ведомости. 1902. С. 376.
- Протоиерей Александр Куликов (Некролог) // Ставропольские епархиальные ведомости. 1906. С. 441.
- Стоимость и условия морского пути во Св. Землю; По поводу журнала Ставропольского съезда духовенства // Ставропольские епархиальные ведомости. 1907. С. 1316, 1373.
- Протоиерей Евгений Соколов; Посещение преосвященным Иоанном, епископом Ейским, г. Майкопа // Ставропольские епархиальные ведомости. 1909. № 28, 41.
- Проповедь и чтения для народа; История одного дара св. храму // Сотрудник Закавказской миссии. 1912. № 13, 23.
- Боязнь сектантов быть изобличенными св. угодниками Божиими; Крест священнослужителя // Сотрудник Закавказской миссии. 1913. № 1, 12.
- Уроки из современности // Сотрудник Закавказской миссии. 1915. № 9.
- Протоиерей Петр Иванович Ильинский (Некролог) // Сотрудник Закавказской миссии. 1916. № 3.